# Västergötlands runinskrifter 152
Runinskrift Vg 152 är en runsten som står utmed vägen mellan Eggvena kyrka och Bråttensby skola i Herrljunga kommun i Västergötland. 
Stenen flyttades 1993 till en plats cirka fem meter nordost om vägen. Den är 2,25 meter hög, 2 meter bred, 0,25 meter tjock och materialet är gnejs. 

## Inskriften
Translitterering av runraden:
kunuar : resþi : stin : þani : eftiʀ : kana : bunta : sin : þegn harþa kuþan
Normalisering till runsvenska:
Gunnvar ræisti stæin þenna æftiʀ Kana, bonda sinn, þegn harða goðan.
Översättning till nusvenska:
Gunnvar reste denna sten efter Kane, sin make, en mycket god tägn.
Både språkligt och ornamentalt liknar runstenen den närbelägna Vg 151, båda stenarna sannolikt ristade av samma ristare.